# Xã Lenox, Quận Susquehanna, Pennsylvania
Xã Lenox (tiếng Anh: Lenox Township) là một xã thuộc quận Susquehanna, tiểu bang Pennsylvania, Hoa Kỳ. Năm 2010, dân số của xã này là 1.934 người.